# Chesalles-sur-Moudon
Chesalles-sur-Moudon är en ort i kommunen Lucens i kantonen Vaud i Schweiz. Den ligger cirka 23 kilometer nordost om Lausanne. Orten har cirka 185 invånare (2020).
Orten var före den 1 januari 2017 en egen kommun, men inkorporerades då tillsammans med Brenles, Cremin, Forel-sur-Lucens och Sarzens in i kommunen Lucens.